# César Prates
César Luís Prates, ou simplement César Prates, né le 8 février 1975 à Aratiba, est un ancien footballeur international brésilien qui évoluait au poste d'arrière droit.

## Carrière
Né à Aratiba, dans l'état du Rio Grande do Sul, Prates commence sa carrière au SC Internacional, où ses performances régulières attirent l'attention du Real Madrid. Il ne joue presque pas sous la tunique blanche. Par la suite, il effectue toute une série de prêts au cours des saisons suivantes, presque toujours au Brésil.
En janvier 2000, Prates arrive, toujours sous la forme d'un prêt, avec deux autres joueurs au Sporting CP. Il est l'auteur de bonnes performances, qui permettent dès lors son transfert au club de manière permanente.
Prates s'engage à l'été 2003 avec le club du Galatasaray, mais il ne parvient pas à s'imposer dans son nouveau club. Il est dès lors transféré quelques mois plus tard au Figueirense FC. Après un bon passage au Botafogo, il est à nouveau transféré à l'étranger, rejoignant le Livourne Calcio. 
En janvier 2007, Prates rejoint le Chievo Vérone.
En juin 2007, il retourne dans son pays, représentant plusieurs clubs jusqu'à sa retraite en 2010, à l'âge de 35 ans.

## Palmarès
- Championnat du Rio Grande do Sul : 1994
- Championnat du Brésil : 1997, 1999
- Championnat du Portugal : 2000, 2002
- Coupe du Portugal : 2002
- Supercoupe du Portugal : 2000, 2002
- Championnat de Santa Catarina : 2008